# Rafik Belghali
Rafik Belghali (in arabo رفيق بلغالي‎?; Lovanio, 7 giugno 2002) è un calciatore algerino, difensore del Verona.

## Biografia
È nato in Belgio da genitori algerini.

## Carriera

### Club
Inizia la sua carriera calcistica con il Lommel, debuttando il 7 marzo 2021 nell'incontro di Challenger Pro League vinto 2-1 contro il Club NXT. Il 24 ottobre seguente segna il suo primo gol nella trasferta persa 2-1 contro il Waasland-Beveren.
Il 28 giugno 2023 viene acquistato a titolo definitivo dal Malines.
Il 19agosto 2025 viene acquistato a titolo definitivo dal Verona, firmando fino al 30 giugno 2029.

### Nazionale
Ha giocato con la nazionale Under-23 algerina.

## Statistiche

### Presenze e reti nei club
Statistiche aggiornate al 19 agosto 2025.
| Stagione        | Squadra         | Campionato      | Campionato | Campionato | Coppe nazionali | Coppe nazionali | Coppe nazionali | Coppe continentali | Coppe continentali | Coppe continentali | Altre coppe | Altre coppe | Altre coppe | Totale | Totale | Totale |
| Stagione        | Squadra         | Comp            | Pres       | Reti       | Comp            | Pres            | Reti            | Comp               | Pres               | Reti               | Comp        | Pres        | Reti        | Pres   | Reti   |        |
| --------------- | --------------- | --------------- | ---------- | ---------- | --------------- | --------------- | --------------- | ------------------ | ------------------ | ------------------ | ----------- | ----------- | ----------- | ------ | ------ | ------ |
| 2020-2021       | Lommel          | D2              | 3          | 0          | CB              | 0               | 0               | -                  | -                  | -                  | -           | -           | -           | 3      | 0      |        |
| 2021-2022       | Lommel          | D2              | 24         | 1          | CB              | 3               | 0               | -                  | -                  | -                  | -           | -           | -           | 27     | 1      |        |
| 2022-2023       | Lommel          | D2              | 17         | 5          | CB              | 1               | 0               | -                  | -                  | -                  | -           | -           | -           | 18     | 5      |        |
| Totale Lommel   | Totale Lommel   | Totale Lommel   | 44         | 6          |                 | 4               | 0               |                    | -                  | -                  |             | -           | -           | 48     | 6      |        |
| 2023-2024       | Malines         | D1              | 7+2        | 1+1        | CB              | 0               | 0               | -                  | -                  | -                  | SB          | 0           | 0           | 9      | 2      |        |
| 2024-2025       | Malines         | D1              | 26+10      | 1+0        | CB              | 2               | 0               | -                  | -                  | -                  | -           | -           | -           | 38     | 1      |        |
| ago. 2025       | Malines         | D1              | 3          | 0          | CB              | 0               | 0               | -                  | -                  | -                  | -           | -           | -           | 3      | 0      |        |
| Totale Mechelen | Totale Mechelen | Totale Mechelen | 48         | 3          |                 | 2               | 0               |                    | -                  | -                  |             | 0           | 0           | 50     | 3      |        |
| ago. 2025-2026  | Verona          | A               | 0          | 0          | CI              | 0               | 0               | -                  | -                  | -                  | -           | -           | -           | 0      | 0      |        |
| Totale carriera | Totale carriera | Totale carriera | 69         | 9          |                 | 6               | 0               |                    | -                  | -                  |             | 0           | 0           | 75     | 9      |        |